# 대륙봉쇄령

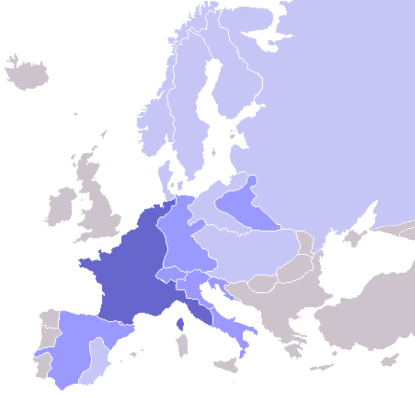
1811년 당시의 유럽의 상황
진한 푸른색: 프랑스 제1제국</br> 옅은 푸른색: 프랑스의 위성국 및 점령지</br>희미한 푸른색:프랑스에 의해 대륙봉쇄령에 강제 참여한 국가들

대륙봉쇄령(大陸封鎖令, Continental System, Continental Blockade)은 프랑스의 나폴레옹 1세가 트라팔가 해전에서 패배한 후 영국에 대한 군사적 공략을 접고 대불동맹의 주도국인 영국을 경제적으로 봉쇄하여 굴복시키기 위해서 취한 정책이다. 아울러 프랑스의 대륙시장 점유율을 확대하여 대륙의 경제를 지배하고자 하였다.
영국과의 통상을 금지하고 영국선박의 대륙 내 항구 출입을 금하는 것이 주요 내용이다. 어느 정도 효과를 발휘하기는 했으나 역효과가 더 크게 발생했다. 산업혁명으로 생산력이 뛰어나고 가격대비 품질이 우수한 영국 제품의 공급이 차단되자 물자 부족현상이 발생하며 밀수가 성행하였다. 또한 영국은 대륙봉쇄령에 맞서 대륙으로 향하는 선박의 이동을 차단하는 해상봉쇄를 취했다. 영국의 역봉쇄 조치로 인해 생필품 부족 현상이 극심해지자 대륙 내의 반프랑스 감정이 고조되었다.
1810년 러시아가 봉쇄령을 파기하자 나폴레옹은 1812년 러시아 원정을 감행했다가 실패하면서 본격적으로 몰락의 길을 걸어가게 되었다. 영국의 자본주의와 프랑스의 군사력 싸움에서 산업혁명을 이룩한 영국이 승리했다고 할 수 있다.

## 내용

### 베를린 칙령
나폴레옹이 예나-아우어슈테트 전투에서 프로이센군을 물리치고 베를린에 입성한후 1806년 11월 21일 베를린에서 발령했기에 베를린 칙령이라고도 한다. 나폴레옹은 칙령을 통해 영국과의 통상 및 통신의 금지, 영국선박의 대륙 내 항구 출입 금지와 위반 선박의 몰수 등을 천명하였다. 이 조치로 프랑스는 어느 정도 성공을 얻을 수 있었으나, 그 동맹국들은 영국의 불황을 초래하고도 그 수혜를 받는 것이 없었기 때문에 불평과 불만이 일어나게 되었다. 또한 대륙 여러나라는 풍부한 경제력을 가진 영국과 통상무역이 이루어지지 않자, 경제적인 어려움을 겪게 되었다. 이로 인해 프랑스 국민과 프랑스의 동맹국과의 마찰을 야기했고, 더해서 나폴레옹에 대한 적개심을 강화하는 결과를 낳았다.

## 동맹국의 반발
프랑스에 종속됐던 유럽의 여러 나라 및 북유럽은 대륙봉쇄 참가를 강요받았다. 반나폴레옹 정책을 고수한 스웨덴이 거부하자, 나폴레옹은 러시아 제국을 이용해서 스웨덴을 굴복시키고 봉쇄령에 참가하게 만들었다. 포르투갈 역시 협력을 거부하자 나폴레옹은 이베리아반도에 군대를 파병하였다. 그 때문에 스페인의 정쟁(政爭)에 개입하게 되어 이득없는 이베리아반도전쟁의 진흙탕에 빠져들게 되었다.

### 포르투갈 침공
포르투갈이 대륙봉쇄령을 어기고 영국 선박들의 리스본 항구 출입을 허용하자 프랑스는 1807년 11월에 포르투갈을 침공했다. 먼저 스페인과 퐁텐블로 조약을 통해 포르투갈에 대한 분할통치를 협약한 나폴레옹은 앙도슈 쥐노 장군에게 3만 명의 병력을 주어 포르투갈로 진군을 명했다. 침공이 시작되자 포르투갈 왕실은 귀족과 관리, 부유한 상인등 약 1만여명과 함께 영국 해군의 호위를 받으며 브라질로 도피했다. 프랑스 군은 손쉽게 포르투갈을 정복했으나 점령통치에는 어려움이 많았다. 포르투갈에 상륙한 영국군과 재결집한 포르투갈 군대 그리고 포르투갈 민중의 강한 저항을 받았기 때문이다. 여러 전투에서 패배한 프랑스군은 이듬해 8월에 포르투갈에서 퇴각하였으며 이후 1809년과 1810년에 포르투갈을 재차 침공하였다.

### 러시아 원정
효과가 없는 대륙봉쇄의 실상을 보게 된 러시아 제국은 1810년 대륙봉쇄령을 파기하고 영국과 무역을 재개했다. 황제 나폴레옹 1세는 법령을 파기한 러시아를 본보기로 삼아 처벌하기 위해 러시아 원정(1812년)을 감행했으나, 러시아의 초토화 작전에 따라 대패를 당해 몰락을 초래하였다.

## 영국의 역봉쇄
영국이 프랑스를 봉쇄하기 위해 해상봉쇄에 나서게 되자, 처음엔 중립을 선언한 미국과 이해관계가 대립하여 1812년 영미 전쟁이 발발했다. 영국측도 아무 상처가 없었던 것은 아니다. 이후 경제는 불황을 맞이했고, 프랑스측의 해적선이 암암리에 활동을 벌여 상선은 약탈당했고, 국내에서는 국민의 폭동, 수상의 암살, 영국국왕의 발광, 그리고 영미 전쟁등으로 영국 역사상 가장 어려운 국면을 맞았다.
당시 영국은 산업 혁명이 진행되어 대륙 여러 나라의 산업이 영국의 산업에 압도되었다. 프랑스는 대륙 봉쇄령으로 대륙의 시장을 독점하려 하였으나 생산력이 따르지 못하고 다른 나라에서는 물자의 부족을 초래하였기 때문에 어려움을 겪었다. 또한 영국도 역봉쇄령을 내려 프랑스나 그 동맹국에 들어가는 것을 금지하였다. 이 대륙봉쇄령으로 인해 영국뿐만 아니라 나폴레옹의 지배 아래에 있던 여러 나라가 고통을 받았고 봉쇄령을 위반하였다.

## 대륙봉쇄의 문제점
대륙봉쇄는 다음과 같은 여러 가지 모순을 안고 있었다. 첫 번째, 영국을 대신해 프랑스 산업이 유럽시장을 독점하려는 것이었기 때문에 군사지배와 연결된 프랑스의 종속정책에 대한 불만이 강해졌다. 두 번째, 영국에 비해 산업화의 진행이 늦은 프랑스 산업은 영국의 역할을 대신할 수 없었다. 세 번째, 대륙 여러 국가들은 교역을 기반으로 한 네덜란드 및 한자 도시, 농업국인 러시아, 프로이센, 이탈리아, 스페인, 공업이 비교적 발달된 서남 독일 등 다양한 국민경제를 갖고 있었고, 이것은 영국과의 교역관계를 통하지 않고서는 존재할 수 없었다.
총체적으로 보면 1806년 이후의 나폴레옹 전쟁은 모두 대륙봉쇄령에 관련된 것들이다.

## 같이 보기
- 봉쇄